# Aphaenandra
Aphaenandra é um género botânico pertencente à família Rubiaceae.

## Espécies
- Aphaenandra parva
- Aphaenandra sumatrana
- Aphaenandra uniflora